# Tyan
A Tyan Computer Company é uma empresa especializada no fabrico de placas-mãe, onde se incluem modelos para processadores da Intel e da AMD. A companhia  fabrica sistemas de servidores, SMP e de secretária de gama alta.
A companhia foi fundada em 1989 por Dr. T. Symon Chang, um veterano da IBM e Intel. A Tyan possui o quartel-general em Taipei, Taiwan.

## Atalhos externos
- tyan.com - página oficial